# Avenida Bolívar (San Carlos)
Avenida Bolívar es el nombre que recibe la arteria vial más importante de la ciudad de San Carlos, la capital del Estado Cojedes en los Llanos del país sudamericano de Venezuela. Fue bautizada con esa denominación en honor del General Simón Bolívar que es considerado en esa nación Libertador y Padre de la patria. Atraviesa gran parte del Casco Colonial de San Carlos.

## Descripción
Se trata de una vía de transporte carretero que conecta dos puntos de la troncal 5, y que en la llamada redoma del Mango se une a la Avenida Universidad. En su parte central se encuentra otra importante vía que la atraviesa la Avenida Ricaurte. A lo largo de su recorrido se conecta con la Calle Mariño, Calle Pichincha, Calle Falcón, Calle Zamora, Calle Libertad, Calle Manrique, Calle Silva, Calle Miranda, Calle Figueredo, Calle Carabobo, Calle Ayacucho, Calle Federación, Calle Virgen del Valle, por citar algunas.
A lo largo de su trayecto se pueden encontrar a la plaza Miranda, la Plaza Manuel Manrique, la Cinemateca San Carlos, El consejo legislativo del Estado Cojedes, la sede de la gobernación del Estado Cojedes, la Clínica Quirúrgica Jesús de Nazaret, el Hotel Central, la Residencia del gobernador, el palacio de Justicia del estado Cojedes, El Banco Caroní entre otros.